# 艾斯特·爱珀斯托
艾斯特·爱珀斯托（西班牙語：Ester Expósito；2000年1月26日—），西班牙女演员及模特。她最出名的作品是在Netflix影集《菁英杀机》中饰演卡菈·罗松·卡莱鲁埃加（Carla Rosón Caleruega）。

## 早年生涯
2000年1月26日，艾斯特·爱珀斯托出生在西班牙马德里。她从小就对演艺圈产生了浓厚的兴趣，16岁高中毕业后，她在家乡的社区学习口译课程。2013年和2015年，她两次获得了马德里戏剧奖最佳女演员奖。

## 演员生涯
2016年，艾斯特·爱珀斯托第一次出现在银幕前，当时她参演了《面对面》，扮演费尔南多的女儿。同年，她也出现在电视剧《医疗中心》中，扮演罗莎·马丁和茱丽叶·卡波特。
艾斯特·爱珀斯托在西班牙电视台电视连续剧《我还活著》中出演角色露丝。2018年，他加入了Netflix《菁英杀机》演员阵容中扮演侯爵女儿卡菈·罗松。在该剧取得成功后，她签约主演了两部由Netflix发行的电影：《当天使沉睡》和《父仇心切》。
2019年初，艾斯特·爱珀斯托参演西班牙电视台播出的电视剧《狩猎佩迪杜山》。2019年，她宣布参加Netflix电视剧《有人必须死》，扮演卡亚塔娜·阿尔达玛。
2020年11月，她特别参演《毒药》，扮演了《今夜我们穿越密西西比》节目的记者马丘斯·奥西纳加。

## 影視作品

### 电影
| 年份 | 中文譯名       | 原文片名                   | 角色                | 备注        |
| 2016 | 愿上帝宽恕我们 | Que Dios nos perdone       | 年轻女孩            |             |
| 2018 | 当天使沉睡     | Cuando los ángeles duermen | 席薇亚（Silvia）    | Netflix原创 |
| 2018 | 父仇心切       | Tu hijo                    | 安德莉亚（Andrea）  | Netflix原创 |
| 2021 | 丟包大作戰     | Mamá o papá                | 克勞蒂亞（Claudia） |             |
| 2022 | 哀神           | Venus                      | 露西亞（Lucía）     |             |
| 2022 | 彩虹           | Rainbow                    | 她自己              | Netflix原创 |
| 2023 | 墨城謎案       | Perdidos en la noche       | 莫妮卡（Mónica）    |             |
| 2024 | 未知哭声       | El llanto                  | 安德莉亞（Andrea）  |             |

### 电视剧
| 年份 | 中文譯名                      | 原文片名                             | 角色                                          | 备注        |
| 2016 | 医疗中心                      | Centro médico                        | 罗莎·马丁（Rosa Martín）/ 茱丽叶·卡波特       |             |
| 2016 | 面对面                        | Vis a vis                            | 费尔南多的女儿                                |             |
| 2017 | 我还活著                      | Estoy vivo                           | 露丝（Ruth）                                  |             |
| 2018 | 菁英杀机                      | Élite                                | 卡菈·罗松·卡莱鲁埃加（Carla Rosón Caleruega） | Netflix原创 |
| 2019 | 狩猎佩迪杜山                  | La caza                              | 露西亞·卡斯坦·格劳（Lucía Castán Grau）       |             |
| 2020 | 毒药                          | Veneno                               | 马丘斯·奥西纳加                               |             |
| 2020 | 有人必须死                    | Alguien tiene que morir              | 卡亚塔娜·阿尔达玛（Cayetana Aldama）          | Netflix原创 |
| 2021 | 菁英殺機短篇故事：卡菈 x 山謬 | Élite historias breves: Carla Samuel | 卡菈·罗松·卡莱鲁埃加                          | Netflix原创 |
| 2024 | 奪寶大天團                    | Bandidos                             | 莉莉（Lilí）                                  | Netflix原创 |

### 电视节目
| 年份 | 片名 | 角色 | 备注 |
| 2018 | 耐力 | 嘉宾 |      |

## 外部连结
- 艾斯特·爱珀斯托在豆瓣上的资料（简体中文）
- 艾斯特·爱珀斯托在互联网电影资料库（IMDb）上的資料（英文）
- 艾斯特·爱珀斯托的Instagram帳戶